# Максимов Віктор Олександрович
Ві́ктор Олекса́ндрович Макси́мов (9 травня 1984 — 30 березня 2018) — солдат Збройних сил України, учасник російсько-української війни.

## Життєпис
Народився 1984 року в селі Раївка (Синельниківський район, Дніпропетровська область); мешкав у місті Дніпро. Закінчив раївську школу; здобув вищу освіту, працював у правоохоронних органах.
На фронт пішов навесні 2014 року; по закінченні строку служби за мобілізацією продовжив служити у військах протиповітряної оборони. Вереснем 2017-го перевівся до 93-ї бригади за піврічним контрактом, 20 березня 2018 року продовжив контракт; солдат, механік-водій, електрик відділення командно-штабних машин взводу управління розвідувальної роти.
30 березня 2018 року загинув в обідню пору під час виконання бойового завдання поблизу села Старогнатівка (Волноваський район) — внаслідок підриву на невідомому вибуховому пристрої зазнав поранень, несумісних з життям.
Похований в селі Раївка.
Без Віктора лишилися батьки, дружина та маленька донька.

## Нагороди та вшанування
- указом Президента України № 189/2018 від 27 червня 2018 року «за особисту мужність і самовіддані дії, виявлені у захисті державного суверенітету та територіальної цілісності України» — нагороджений орденом «За мужність» III ступеня (посмертно)[1]
- на фасаді Раївського навчально-виховного комплексу встановлено меморіальну дошку Віктору Максимову.